# Hrachor luční

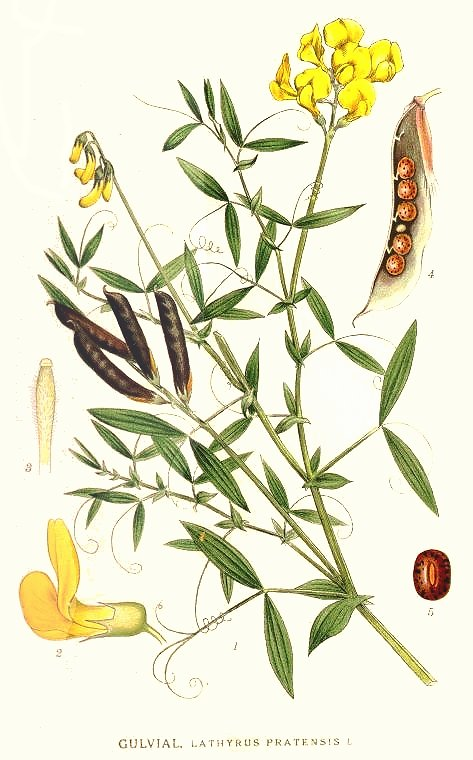
Nákres rostliny

Hrachor luční (Lathyrus pratensis) je žlutě kvetoucí popínavá rostlina, jeden z mnoha druhů širokého rodu hrachor. Je často ke spatření na loukách, kde je vysévána společně s travinami, a slouží jako vydatné krmivo pro domácí býložravá zvířata.

## Výskyt
Vyrůstá v celé Evropě, na východ až po oblast Kavkazu, Himálaj a západní Čínu, řídce roste i na severu Afriky a v Etiopii. Tento druh byl zavlečen do Severní Ameriky i na Nový Zéland. V České republice se hrachor luční přirozeně vyskytuje na celém území poměrně hojně.
Je to světlomilná, víceletá až vytrvalá bylina které se nejlépe daří ve vlhkých, ale nezamokřených půdách dostatečně zásobeních živinami, roste v lučních porostech od sušších luk až po louky rašelinné. Je tolerantní k nižšímu pH půdy. Nejčastěji se vyskytuje ve společenstvech svazů Molinion caeruleae a Potentillion anserinae.

## Popis
Výběžkatá, víceletá až vytrvalá rostlina která se rozrůstá sítí dlouhých podzemních výběžků s četnými kořeny. Z nich vyrůstají tenké, hranaté, rozvětvené lodyhy které jsou poléhavé nebo popínavé, dlouhé 40 až 100 cm a bývají porostlé krátkými, přitisklými chloupky. Lodyhy, primárně vyrůstající u kořenového krčku a později také z vegetativních pupenů z podzemních výběžků, jsou porostlé jednojařmými sudozpeřenými listy s rozvětveným úponkem na konci řapíku. Na úzce vejčitých až kopinatých, jemně chlupatých nebo lysých lístcích 12 až 35 mm dlouhých a 2 až 12 mm širokých jsou zřetelné tři řady podélné žilnatiny. Listy s řapíky mají šípovité palisty dosahující velikosti téměř jako vlastní lístky.
Z úžlabí podpůrného listu vyrůstá na dlouhé stopce krátké, jednostranné hroznovité květenství nejčastěji se 2 až 12 většími květy jasně žluté barvy které jsou dlouhé 10 až 12 mm. Na jedné lodyze je zpravidla několik květenství. Květ má pravidelný, zvonkovitý, pěticípý, přitiskle chlupatý kalich s lístky přibližně stejně velkými a dále citrónově žlutou motýlovitou korunu s obvejčitou pavézou, s křídly s oušky a kratším člunkem. Tyčinky jsou dvoubratré, podlouhlý vícesemenný semeník má čnělku ke konci se hřbetu zmáčknutou. Květy jsou cizosprašné, opylovány jsou hmyzem.
Kvete v červnu až srpnu, z jednoho květenství se vyvine zpravidla 2 až 6 lysých, tenkých, dlouhých, hnědočerné až černě zbarvených lusků. Ty jsou v době zralostí (v srpnu až září) pukavé, poltí se ve dvě zkrucující se chlopně. V lusku je zpravidla 3 až 8 kulatých, 3 mm velkých tmavě zelených, kropenatých semen.

## Význam
Hrachor luční je významná jetelovina která se vysévá ve vyšlechtěných odrůdách a pak používá jako krmivo pro hospodářská zvířata. Píce z něho je velmi kvalitní, obsahuje až 25 % dusíkatých látek. Nejčastěji se vysévá většinou ve směskách s vyššími travami kterých se v soutěži o světlo poléhavé lodyhy hrachoru lučního svými úponky přichycují. Sklízí se od počátku kvetení až do období nasazování lusků jak na zelené krmení, tak i na senáž, možno kosit i dvakrát ročně. Z rostlin se při sušení odrolují lístky a tudíž se na seno nesuší, obvykle se senážuje. Pastva a sešlapávání rostlinám škodí.
Čerstvá píce s větším množstvím hrachoru lučního může pro vyšší obsah fenolických kyselin způsobovat u některých zvířat nadýmání, nechává se proto před zkrmením mírně zavadnout. Při kvetení je vydatnou medonosnou rostlinou.

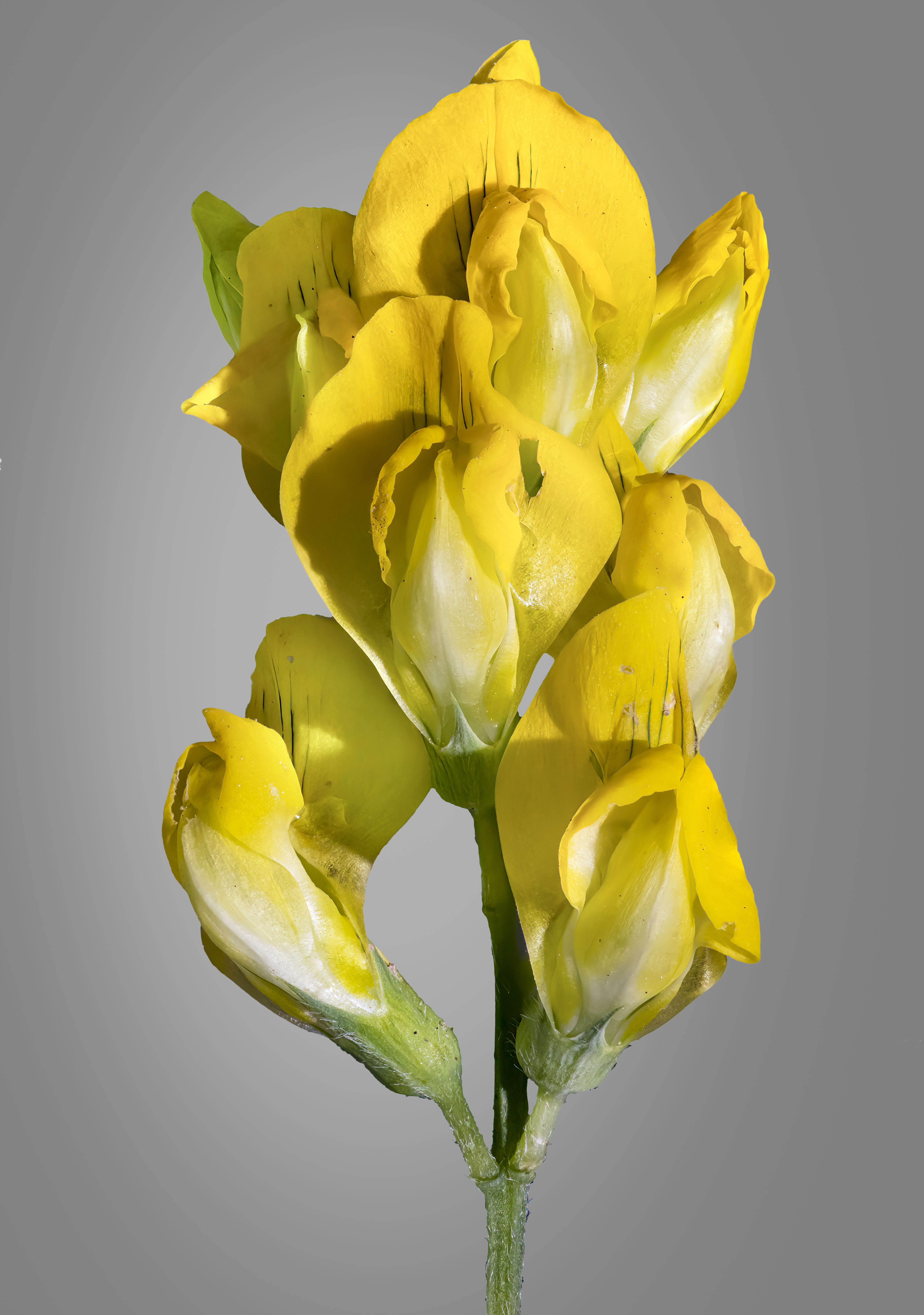
Květenství
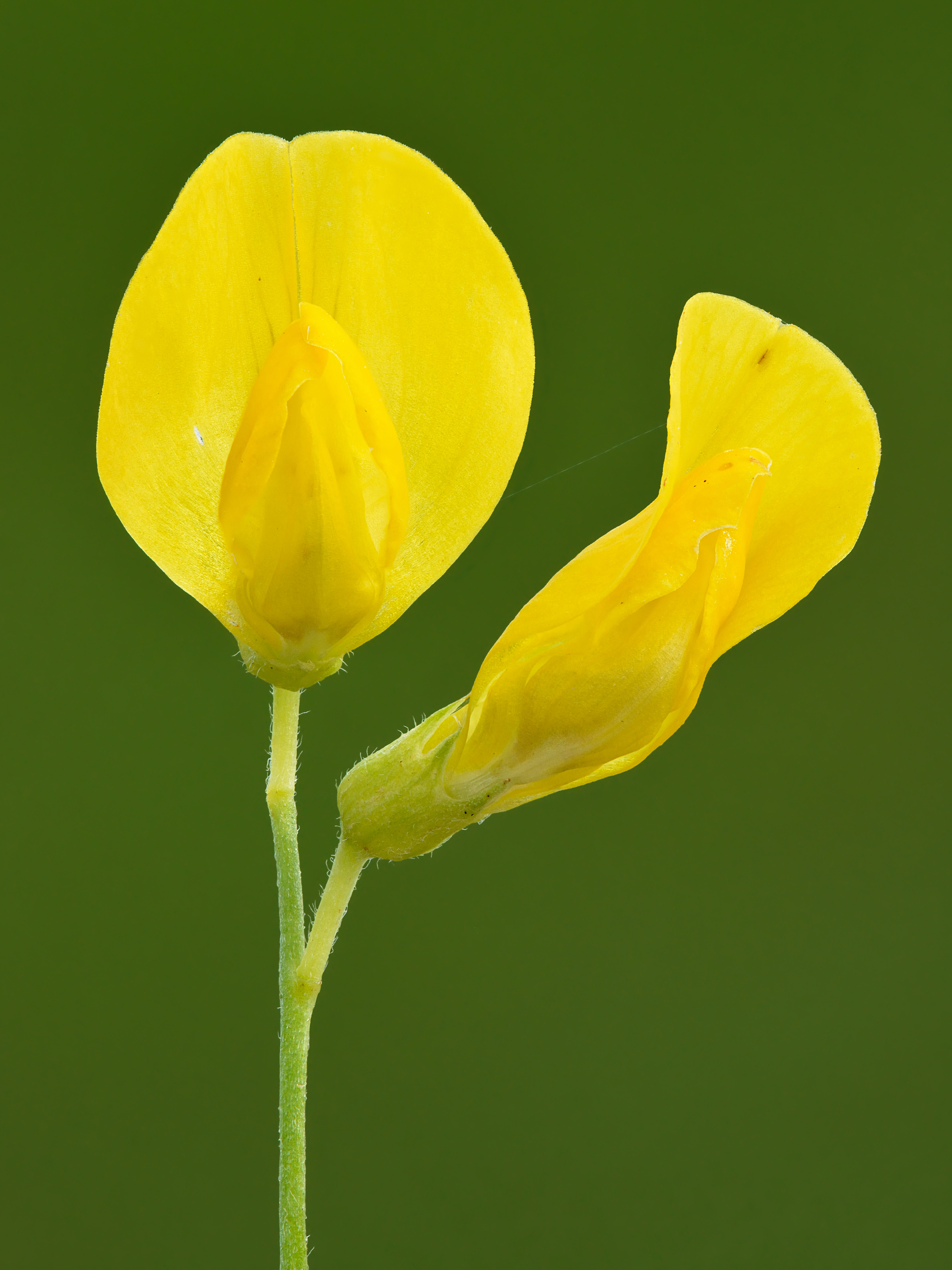
Květy
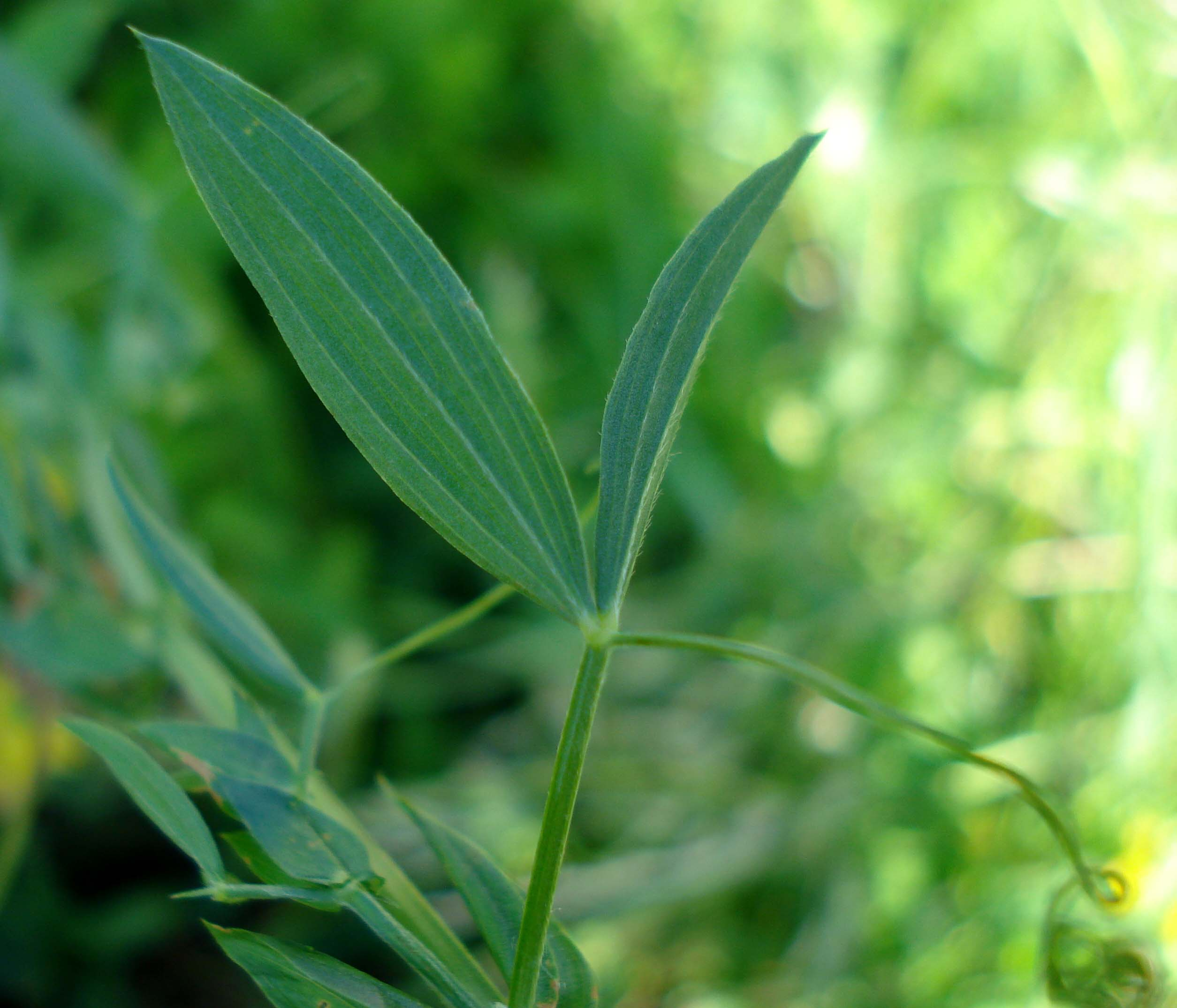
Lístky s uponkem
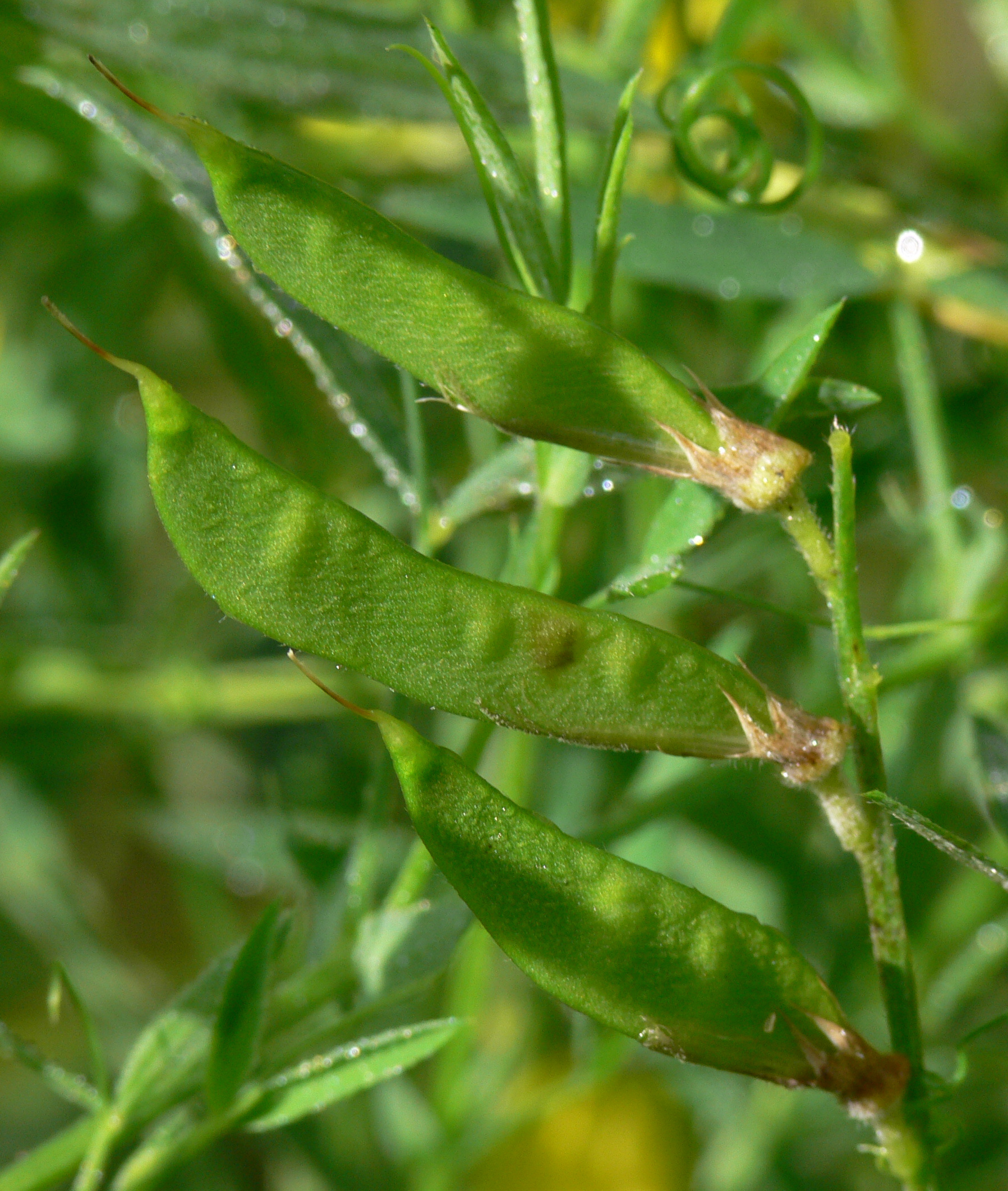
Nezralé lusky
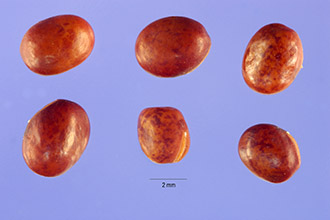
Zralá semena